# ماتئو پیسری
ماتئو پیسری (انگلیسی: Matteo Pisseri؛ زادهٔ ۲۱ نوامبر ۱۹۹۱) بازیکن فوتبال اهل ایتالیا است.
از باشگاه‌هایی که در آن بازی کرده‌است می‌توان به باشگاه فوتبال پارما اشاره کرد.